# Västerrekarne landsfiskalsdistrikt
Västerrekarne landsfiskalsdistrikt var 1918-1951 ett landsfiskalsdistrikt i Södermanlands län, bildat när Sveriges indelning i landsfiskalsdistrikt trädde i kraft den 1 januari 1918, enligt beslut den 7 september 1917. När Sveriges nya indelning i landsfiskalsdistrikt trädde i kraft den 1 januari 1952 (enligt kungörelsen 1 juni 1951) upphörde distriktet och dess område blev del av det nya Rekarne landsfiskalsdistrikt.
Landsfiskalsdistriktet låg under länsstyrelsen i Södermanlands län.

## Ingående områden
När Sveriges nya indelning i landsfiskalsdistrikt trädde i kraft den 1 oktober 1941 (enligt kungörelsen den 28 juni 1941) tillfördes kommunerna Husby-Rekarne och Näshulta från Österrekarne landsfiskalsdistrikt. Regeringen anförde dessutom i kungörelsen att den ville i framtiden besluta om Torshälla stads förenande med landsfiskalsdistriktet. Den 1 januari 1946 (enligt beslut den 1 juni 1945) förenades staden med landsfiskalsdistriktet.

### Från 1918
Västerrekarne härad:
- Gillberga landskommun
- Lista landskommun
- Råby-Rekarne landskommun
- Torshälla landskommun
- Tumbo landskommun
- Västermo landskommun
- Öja landskommun

### Från 1 oktober 1941
Västerrekarne härad:
- Gillberga landskommun
- Lista landskommun
- Råby-Rekarne landskommun
- Torshälla landskommun
- Tumbo landskommun
- Västermo landskommun
- Öja landskommun

Österrekarne härad:
- Husby-Rekarne landskommun
- Näshulta landskommun

### Från 1946
- Torshälla stad

Västerrekarne härad:
- Gillberga landskommun
- Lista landskommun
- Råby-Rekarne landskommun
- Torshälla landskommun
- Tumbo landskommun
- Västermo landskommun
- Öja landskommun

Österrekarne härad:
- Husby-Rekarne landskommun
- Näshulta landskommun